# نیره اخوان بی‌طرف
نیره اخوان بی‌طرف (زادهٔ ۱۳۳۵ در دورود) نمایندهٔ حوزهٔ انتخابیهٔ اصفهان و ورزنه در دورهٔ پنجم مجلس شورای اسلامی بوده‌است. وی پیش‌تر در دورهٔ ششم نیز عضو این مجلس بود.